# А-ля
А-ля́ (фр. à la — «як», «подібно») — кулінарний термін з французької кухні, страва, приготована в певному стилі.
У розмовному стилі вживають у значенні близькому до «наче, ніби, як». Слово (прийменник) означає також «відповідно, подібно, наслідуючи», наприклад «а-ля модерн»; «на зразок, на кшталт, на манір, подібно (до), типу».

## Список страв
- А-ля брош — страва, приготована на вертелі на вугіллі, аналог барбекю та кебабу.
- А-ля кінг — страва, яку зазвичай подають під білим соусом з грибами, зеленим та червоним перцями.
- А-ля мод — зазвичай морозиво, яке подають на пирозі або тістечку.
- А-ля ньюберг — кремоподібний соус з морепродуктів, трохи підфарбований паприкою, з додаванням вишневого вина.
- А-ля провансаль — у провансальському[ru] стилі, тобто з часником та олією.[1]
  - Помідори а-ля провансаль[fr], Мідії а-ля провансаль[fr], Равлики а-ля провансаль[fr], Підчеревина а-ля провансаль[fr], Восьминіг а-ля провансаль[fr], Рагу а-ля провансаль[fr] тощо.
- А-ля мареша́ль[ru] (фр. à la maréchale — «по-маршальски») — спосіб гарнірування у французькій кухні панірованих м'ясних страв, що складається з кнелів курячого фаршу, скибочок трюфеля та півнячих гребінців у соусі мадера.
- А-ля карт
- А-ля-Буї (тарт)

## Інше

### Зачіски
- А-ля Капуль[ru] (фр. à la Capoul)
- А-ля Тит[ru] (фр. à la Titus)